# Langläuferteil
In produzierenden Unternehmen bezeichnet man als Langläuferteil ein Zukaufteil, dessen Liefer- bzw. Wiederbeschaffungszeit so lang ist, dass es die Herstellungsdauer des Produktes, welches das Langläuferteil als Bauteil oder Baugruppe enthält, in erheblichem Maße bestimmt.
Darüber hinaus zeichnen sich Langläuferteile in der Regel dadurch aus, dass sie aufgrund ihres signifikanten Wertes oder ihrer auftragsbezogenen (kundenindividuellen) Gestaltung nicht oder nur in geringen Mengen auf Vorrat beschafft werden können, da die daraus entstehende Kapitalbindung des eingelagerten Vorrats unwirtschaftlich wäre. Dadurch vermindert sich die Fähigkeit des Unternehmens, kurze Produktlieferzeiten durch eine entsprechend großzügige Lagerhaltung der Langläuferteile zu gewährleisten. 
Eine optimale Beschaffungsplanung für Langläuferteile ist damit elementar wichtig für die Zusage und Einhaltung möglichst kurzer Produktlieferzeiten.